# Éditions Julliard
Éditions Julliard es una editorial francesa. Fue fundada en 1942 por René Julliard.
Julliard era conocido como descubridor y editor de talentos, entre otros los escritores Françoise Sagan y Jean d'Ormesson . Tras la muerte de Julliard en julio de 1962, el director general, Christian Bourgois, se hizo cargo de la editorial. Éditions Julliard pronto fue adquirida por la editorial Presses de la Cité . Christian Bourgois creó su propia editorial en 1966.
En 1953, André Frank y Jean-Louis Barrault crearon la revista de los libros de Renaud-Barrault ( Les Cahiers Renaud-Barrault ), publicada en Éditions Julliard hasta la muerte de Julliard y luego en Éditions Gallimard.
Éditions Julliard reabrió el sello en 1988, cuando Christian Bourgois decidió nombrar a Élisabeth Gille directora literaria. Buscaron y publicaron nuevos talentos, como Lydie Salvayre y Régine Detambel, y continuaron con sus grandes autores, como Françoise Sagan.
Christian Bourgois y Élisabeth Gille abandonaron la editorial a principios de 1992, tras desacuerdos internos con Presses de la Cité. François Bourin les sucedió hasta 1995.
Desde 1995, Betty Mialet y Bernard Barrault son directores generales de Éditions Julliard. Publicaron, entre otros, Barbara Pravi, Philippe Besson, Jacques-André Bertrand, Laurent Bénégui, Philippe Djian, Yasmina Khadra, Mazarine Pingeot, Jean Teulé, Denis Robert y Danièle Saint-Bois .